# Martin nad Žitavou
Martin nad Žitavou este o comună slovacă, aflată în districtul Zlaté Moravce din regiunea Nitra. Localitatea se află la altitudinea de 196 m deasupra n.m., se întinde pe o suprafață de 4,33 km2 și în 2017 număra 522 de locuitori.

## Istoric
Localitatea Martin nad Žitavou este atestată documentar din 1272.

## Demografie
| An:                | 1994 | 2004   | 2014   | 2024    |
| ------------------ | ---- | ------ | ------ | ------- |
| Număr de persoane: | 503  | 532    | 527    | 583     |
| Diferență:         |      | +5,76% | −0,93% | +10,62% |

| An:                | 2023 | 2024   |
| ------------------ | ---- | ------ |
| Număr de persoane: | 568  | 583    |
| Diferență:         |      | +2,64% |